# Adolphe Monod
Adolphe Monod (Adolphe-Louis-Frédéric-Théodore Monod; Copenhague 21 de enero de 1802- París, 6 de abril de 1856) era un pastor protestante francés. Su hermano mayor era Frédéric Monod.
Nació en Copenhague, donde su padre era pastor de la iglesia francesa. Educado en París y Ginebra, comenzó su vida laboral en 1825 como fundador y pastor de una iglesia protestante en Nápoles, trasladándose en 1827 a Lyon. Allí su predicación evangélica, y especialmente un sermón sobre los deberes de los que comulgan (Qui doit communier?), le condujo a su destitución por el ministro católico de educación y religión. En vez de irse de Lyon, comenzó a predicar en un pasillo y en una capilla.
Se casó con Hannah Honyman el 2 de septiembre de 1829, en Lyon. Tuvo siete hijos.
En 1836 obtuvo una plaza de profesor en la Universidad Teológica de Montauban, saliendo en 1847 hacia París como predicador en el Oratoire. Muere en esta ciudad en 1856.
Monod fue, indudablemente, el mayor predicador protestante del siglo XIX en Francia. Publicó tres volúmenes de sermones en 1830, la Crédulité de l'incrédule en 1844, y dos más en 1855. Dos volúmenes más aparecieron después de su muerte. Uno de sus libros más influyentes fue los 'Les Adieux d'Adolphe Monod à ses Amis et à l'Église. 